# Comitatul Hoke, Carolina de Nord
'Comitatul Hoke', fondat în 1911, sediu Raeford, este unul din cele 100 de comitate ale statului  Carolina de Nord,  Statele Unite ale Americii.
Prescurtarea sa literală este HK - NC, iar codul său FIPS este 37 - 093 Arhivat în 11 august 2011, la Wayback Machine..